# Нин Цзэтао
Нин Цзэта́о (кит. упр. 宁泽涛, пиньинь Níng Zétāo, род. 6 марта 1993 года) — китайский пловец, чемпион мира 2015 года на дистанции 100 метров вольным стилем, 4-кратный чемпион Азиатских игр 2014 года.
Родился в 1993 году в Чжэнчжоу провинции Хэнань. В 2014 году стал чемпионом Азиатских игр. В 2015 году на чемпионате мира по водным видам спорта 2015 завоевал золотую медаль на 100-метровке вольным стилем, став первым в истории азиатом, завоевавшим золотую медаль на короткой дистанции в этом чемпионате.